# 第51航空隊 (海上自衛隊)
第51航空隊（だいごじゅういちこうくうたい、英称：Air Development Squadron 51）は、海上自衛隊航空集団直轄の実験開発航空隊であり、厚木航空基地に所在する。任務の特性上、固定翼哨戒機及び回転翼哨戒機のいずれの機種も保有している海上自衛隊唯一の部隊である。

## 任務
海上自衛隊で使用する航空機及びこれに装備している機器等の性能調査及び試験、将来の武器、戦術等の調査研究、飛行全般及び航空安全に関する訓練指導、航空機等の新規開発の際、必要とされる航空術科のスペシャリスト及びテストパイロットの養成を行っている。

## 沿革
- 1961年（昭和36年）9月1日：八戸航空基地に「第51航空隊」が新編、第2航空群隷下に編入。

※編成（隊本部・企画審査隊・第511飛行隊（P2V-7×6機）・第512飛行隊（S2F-1×6機）・第51列線整備隊）
- 1963年（昭和38年）
  - 3月15日：第4航空群隷下に編入。
  - 3月31日：訓練指導隊を新設。
  - 4月3日：下総航空基地に移転。
- 1966年（昭和41年）11月14日：P-2Jが配備。
- 1967年（昭和42年）10月1日：計測隊を新設。訓練指導隊を研究指導隊、第51列線整備隊を第51整備隊に改編。
- 1968年（昭和43年）
  - 3月16日：第513飛行隊（HSS-2×3機、V-107×2機）を新編。
  - 6月26日：岩国航空分遣隊が新編。
  - 7月31日：岩国航空分遣隊にPX-S（後のPS-1）が配備。
- 1969年（昭和44年）7月29日：第4航空群から航空集団直轄へ編成替え。
- 1971年（昭和46年）12月20日：第512飛行隊を廃止。
- 1981年（昭和56年）
  - 10月31日：厚木航空基地に移転。
  - 12月25日：P-3Cが配備。
- 1983年（昭和58年）3月31日：岩国航空分遣隊が廃止。
- 1988年（昭和63年）4月8日：研究指導隊を調査研究隊、訓練指導隊に改編[1]。
- 1989年（平成元年）11月30日：MH-53Eが配備。
- 1991年（平成03年）8月26日：SH-60J量産型初号機が配備。
- 1995年（平成07年）10月13日：UP-3Cが配備。
- 2002年（平成14年）6月25日：XSH-60Kが配備。
- 2006年（平成18年）
  - 3月3日：MCH-101が配備。
  - 9月29日：XUS-2が配備。
- 2013年（平成25年）3月29日：P-1が配備。
- 2014年（平成26年）11月14日：C-130Rが配備。
- 2021年（令和03年）9月28日：XSH-60Lが配備[2]。

## 編成
- 航空隊本部
- 企画審査隊
- 調査研究隊
  - 無人機作業室[3]
- 訓練指導隊
- 計測隊
- 第511飛行隊（固定翼飛行隊：コールサイン "PEACOCK"）
- 第513飛行隊（回転翼飛行隊：コールサイン "MIGHTY"）
- 第51整備隊

### 主要幹部
| 官職名         | 階級    | 氏名     | 補職発令日     | 前職                                 |
| -------------- | ------- | -------- | -------------- | ------------------------------------ |
| 第51航空隊司令 | 1等海佐 | 酒井尚久 | 2025年08月01日 | 航空集団司令部訓練主任幕僚           |
| 副長           | 1等海佐 | 船木伸吾 | 2025年04月01日 | 第23航空隊副長 兼 第23航空隊幕僚室長 |

| 代 | 氏名       | 在職期間                | 出身校・期           | 前職                                                     | 後職                                             | 備考    |
| -- | ---------- | ----------------------- | -------------------- | -------------------------------------------------------- | ------------------------------------------------ | ------- |
| 01 | 肥田真幸   | 1961.9.1 - 1962.10.31   | 海兵67期             | 八戸航空基地隊付                                         | 海上幕僚監部総務部人事課                         | 2等海佐 |
| 02 | 青木国雄   | 1962.11.1 - 1964.12.15  | 海兵70期             | 海上幕僚監部防衛部防衛課                                 | 統合幕僚会議事務局第3幕僚室                      | 2等海佐 |
| 03 | 薬師寺一男 | 1964.12.16 - 1967.1.15  | 海兵66期             | 防衛研修所戦史室戦史編さん官 →1964.7.16 航空集団司令部付 | 航空集団司令部幕僚長                             |         |
| 04 | 植草重信   | 1967.1.16 - 1969.1.15   | 海兵69期             | 第4航空群司令部付                                        | 海上幕僚監部防衛部教育第2課長                    |         |
| 05 | 宮澤正介   | 1969.1.16 - 1970.7.15   | 海兵71期             | 海上幕僚監部防衛部防衛課業務班長                         | 海上幕僚監部防衛部付 →1970.8.17 防衛部運用課長   |         |
| 06 | 江上純一   | 1970.7.16 - 1972.2.15   | 海兵71期             | 航空集団司令部幕僚 →1969.8.16 海上幕僚監部付             | 航空集団司令部付 →1972.7.16 臨時沖縄航空派遣隊長 |         |
| 07 | 門松安彦   | 1972.2.16 - 1974.2.28   | 海兵72期             | 海上幕僚監部防衛部防衛課業務班長                         | 航空集団司令部幕僚長                             |         |
| 08 | 青野 壮    | 1974.3.1 - 1975.6.30    | 海兵73期             | 海上幕僚監部防衛部運用課長                               | 航空集団司令部幕僚長                             |         |
| 09 | 土橋琢治   | 1975.7.1 - 1976.11.30   | 海兵74期             | 海上幕僚監部防衛部                                       | 海上幕僚監部防衛部副部長                         |         |
| 10 | 木内敏二   | 1976.12.1 - 1978.3.15   | 日本大学・ 2期幹候   | 海上幕僚監部総務部人事課補任班長                         | 徳島教育航空群司令                               |         |
| 11 | 坂入和郎   | 1978.3.16 - 1979.7.31   | 青山学院大・ 3期幹候 | 在トルコ防衛駐在官 →1977.11.18 航空集団司令部付          | 海上幕僚監部調査部調査第2課長                    |         |
| 12 | 寺井愛宕   | 1979.8.1 - 1980.6.1     | 海保大2期・ 6期幹候  | 在オーストラリア防衛駐在官 →1979.5.26 航空集団司令部付   | 自衛艦隊司令部幕僚                               |         |
| 13 | 田中 稔    | 1980.6.2 - 1982.6.30    | 東京理大・ 6期幹候   | 小松島航空隊司令                                         | 航空集団司令部幕僚長                             |         |
| 14 | 名倉忠昭   | 1982.7.1 - 1984.12.2    | 防大2期              | 航空集団司令部付                                         | 第2航空群司令                                    |         |
| 15 | 柄崎節夫   | 1984.12.3 - 1986.6.16   | 東京水産大・ 4期幹候 | 自衛隊鹿児島地方連絡部長 →1984.8.1 航空集団司令部付      | 下総教育航空群司令                               |         |
| 16 | 馬場駿快   | 1986.6.17 - 1987.7.31   | 防大1期              | 海上自衛隊幹部学校主任研究開発官                         | 徳島教育航空群司令                               |         |
| 17 | 桐生光憲   | 1987.8.1 - 1989.5.17    | 防大5期              | 海上幕僚監部調査部調査第2課長                            | 第5航空群司令                                    |         |
| 18 | 石神庚一   | 1989.5.18 - 1991.3.15   | 防大7期              | 自衛艦隊司令部幕僚                                       | 第1航空群司令                                    |         |
| 19 | 大西秀男   | 1991.3.16 - 1992.8.2    | 防大8期              | 航空集団司令部作戦幕僚                                   | 鹿屋航空基地隊司令                               |         |
| 20 | 功刀正文   | 1992.8.3 - 1993.6.30    | 防大9期              | 第22航空群司令部首席幕僚                                 | 第21航空群司令                                   |         |
| 21 | 宮地 稔    | 1993.7.1 - 1995.2.28    | 防大10期             | 第31航空群司令部首席幕僚                                 | 呉教育隊司令                                     |         |
| 22 | 池邑正男   | 1995.3.1 - 1996.3.31    | 防大9期              | 海上自衛隊幹部学校主任研究開発官                         | 下総教育航空群司令                               |         |
| 23 | 柳田 晃    | 1996.4.1 - 1998.12.7    | 防大12期             | 航空集団司令部作戦幕僚                                   | 第22航空群司令                                   |         |
| 24 | 池永一彦   | 1998.12.8 - 2001.1.10   | 防大13期             | 海上幕僚監部防衛部通信課長                               | 徳島教育航空群司令                               |         |
| 25 | 植月政則   | 2001.1.11 - 2003.3.26   | 防大18期             | 第22航空群司令部首席幕僚                                 | 第22航空群司令                                   |         |
| 26 | 小川幸一   | 2003.3.27 - 2005.1.11   | 防大19期             | 海上幕僚監部人事教育部厚生課長                           | 第4航空群司令                                    |         |
| 27 | 安田義人   | 2005.1.12 - 2006.4.9    | 防大19期             | 教育航空集団司令部幕僚長                                 | 小月教育航空群司令                               |         |
| 28 | 山本敏弘   | 2006.4.10 - 2007.3.27   | 防大22期             | 航空集団司令部付                                         | 第22航空群司令                                   |         |
| 29 | 小松龍也   | 2007.3.28 - 2009.1.29   | 防大22期             | 航空集団司令部作戦幕僚                                   | 第5航空群司令                                    |         |
| 30 | 明石健次   | 2009.1.30 - 2012.7.25   | 防大25期             | 航空集団司令部訓練幕僚                                   | 第2航空群司令                                    |         |
| 31 | 畠野俊一   | 2012.7.26 - 2014.8.4    | 防大28期             | 海上幕僚監部人事教育部厚生課長                           | 第5航空群司令                                    |         |
| 32 | 岡田真典   | 2014.8.5 - 2016.6.30    | 防大30期             | 航空集団司令部訓練幕僚                                   | 開発隊群司令                                     |         |
| 33 | 浮田 隆    | 2016.7.1 - 2017.7.31    | 防大29期             | 自衛艦隊司令部運用総括幕僚                               | 退職（海将補昇任）                               |         |
| 34 | 平木拓宏   | 2017.8.1 - 2019.12.19   | 防大33期             | 第4航空群司令部首席幕僚                                  | 第4航空群司令                                    |         |
| 35 | 藤澤 豊    | 2019.12.20 - 2020.12.21 | 防大33期             | 第1航空隊司令                                            | 教育航空集団司令部幕僚長                         |         |
| 36 | 山内康司   | 2020.12.22 - 2022.7.31  | 防大32期             | 徳島教育航空群司令                                       | 退職（海将補昇任）                               |         |
| 37 | 井上竜三   | 2022.8.1 - 2024.6.5     | 防大35期             | 下総教育航空群司令                                       | 退職                                             |         |
| 38 | 大久保勝司 | 2024.6.6 - 2025.7.31    | 広島大学・ 42期幹候  | 情報本部画像・地理部長 →2024.4.1 航空集団司令部勤務      | 第31航空群司令                                   |         |
| 39 | 酒井尚久   | 2025.8.1 -              |                      | 航空集団司令部訓練主任幕僚                               |                                                  |         |

## ギャラリー

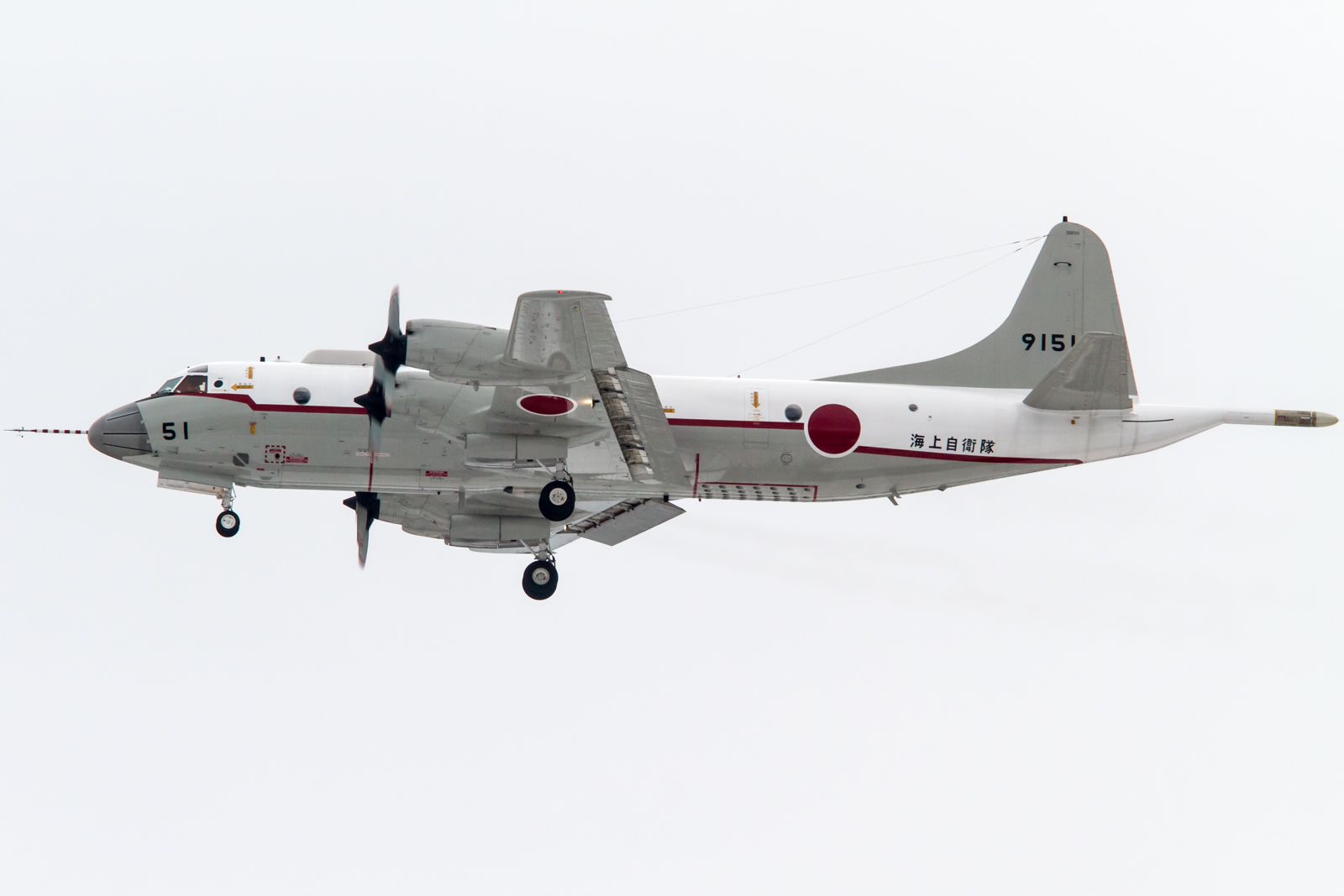
第51航空隊所属のUP-3C多用機
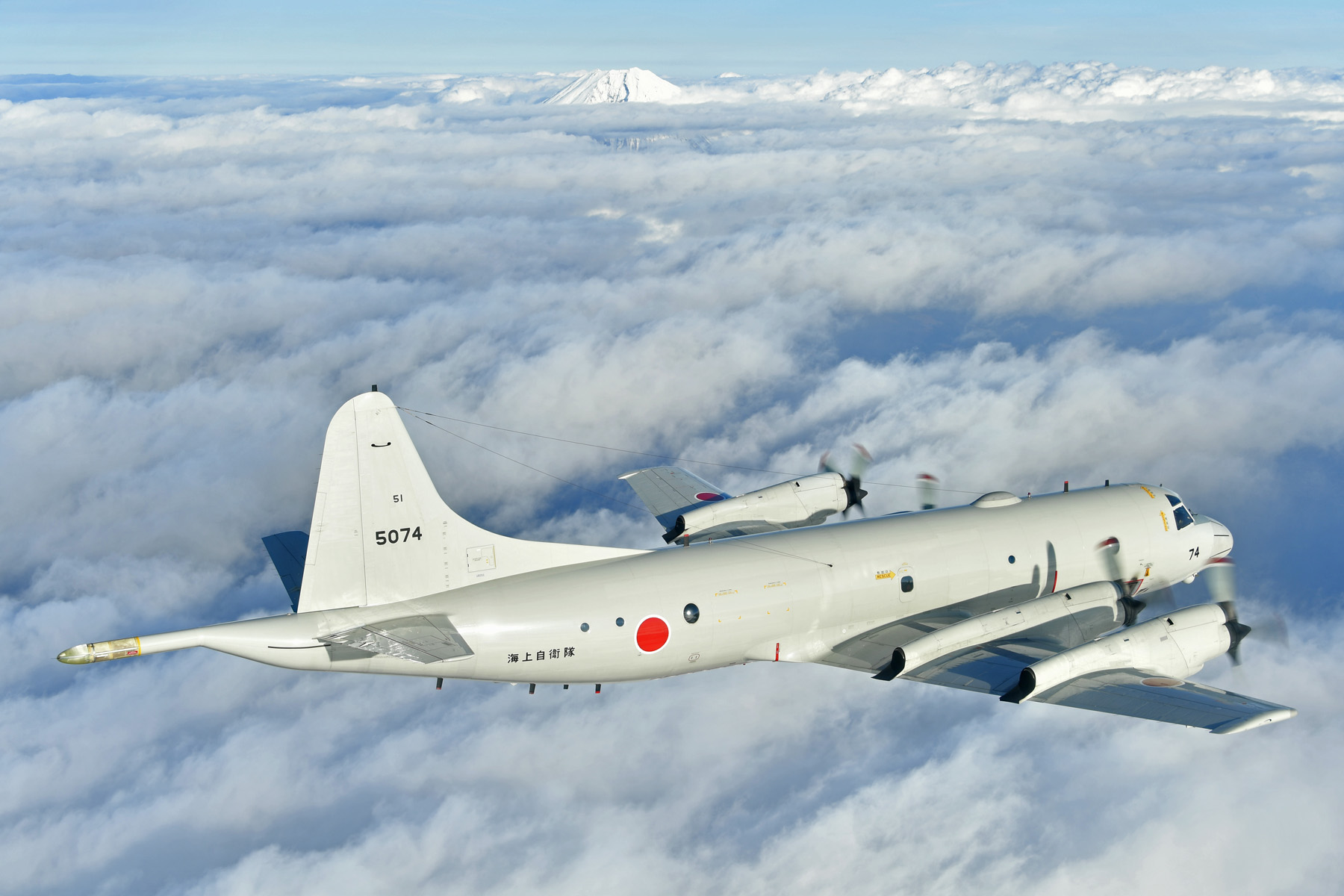
第51航空隊所属のP-3C哨戒機
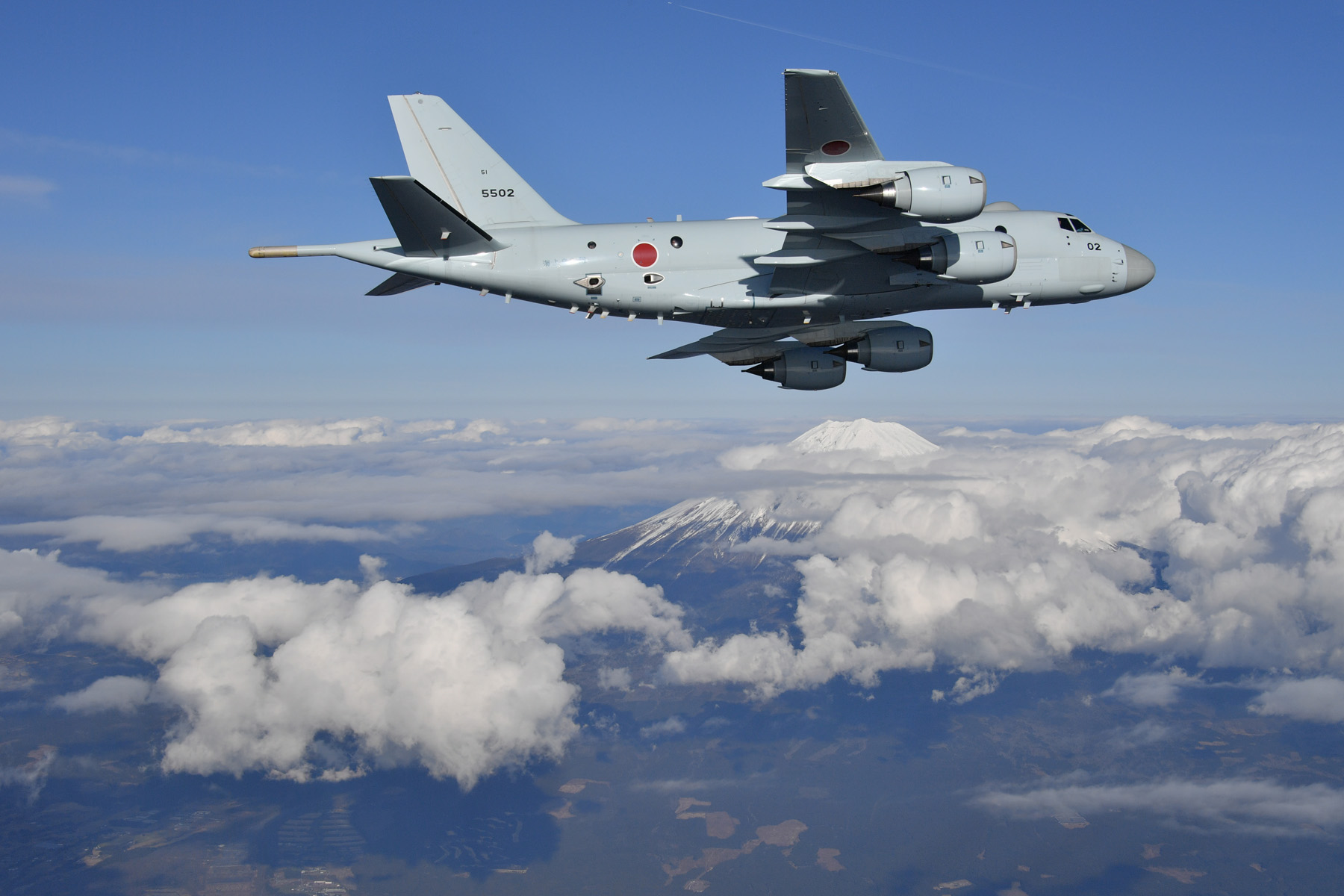
第51航空隊所属のP-1哨戒機
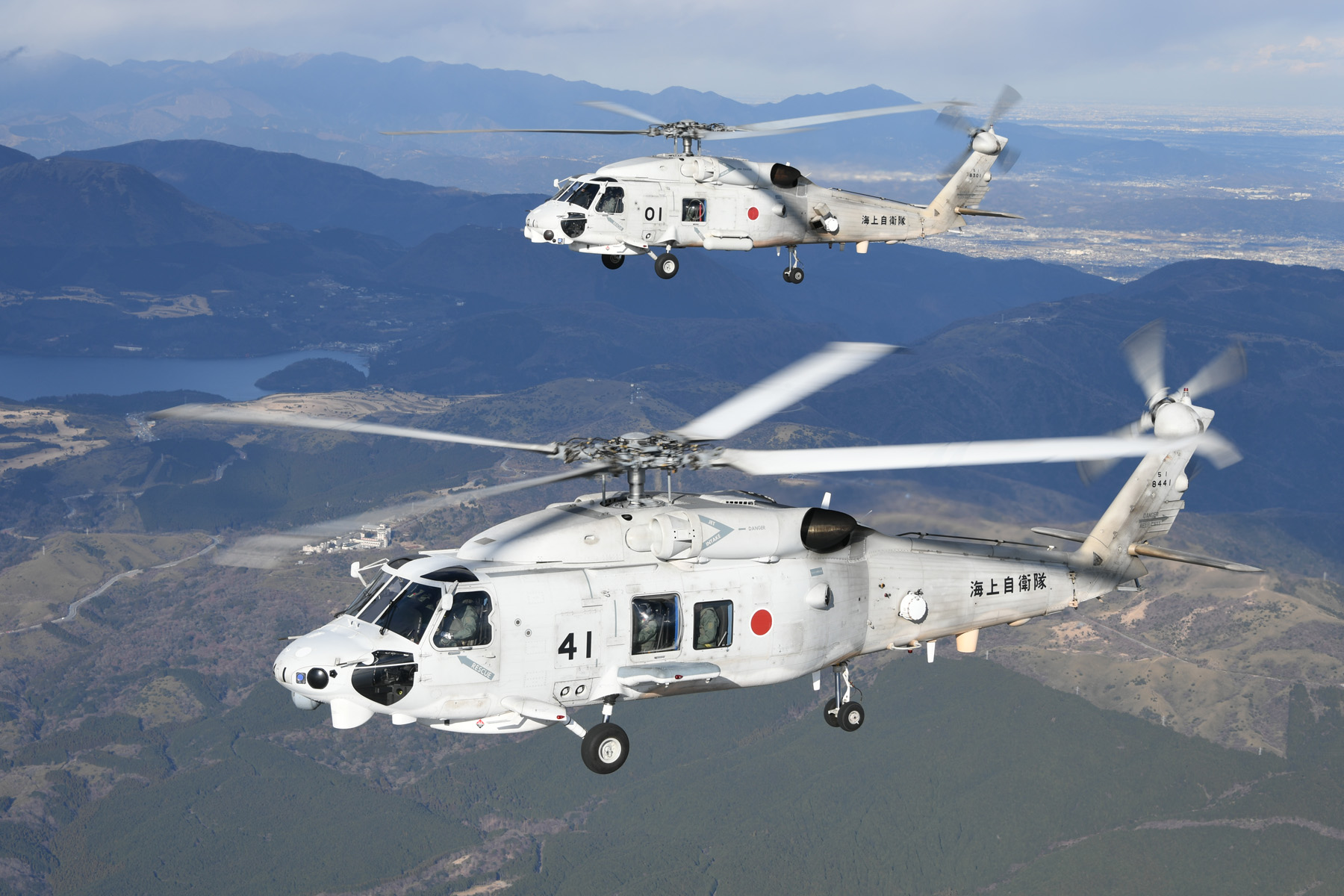
第51航空隊所属のSH-60KとSH-60J
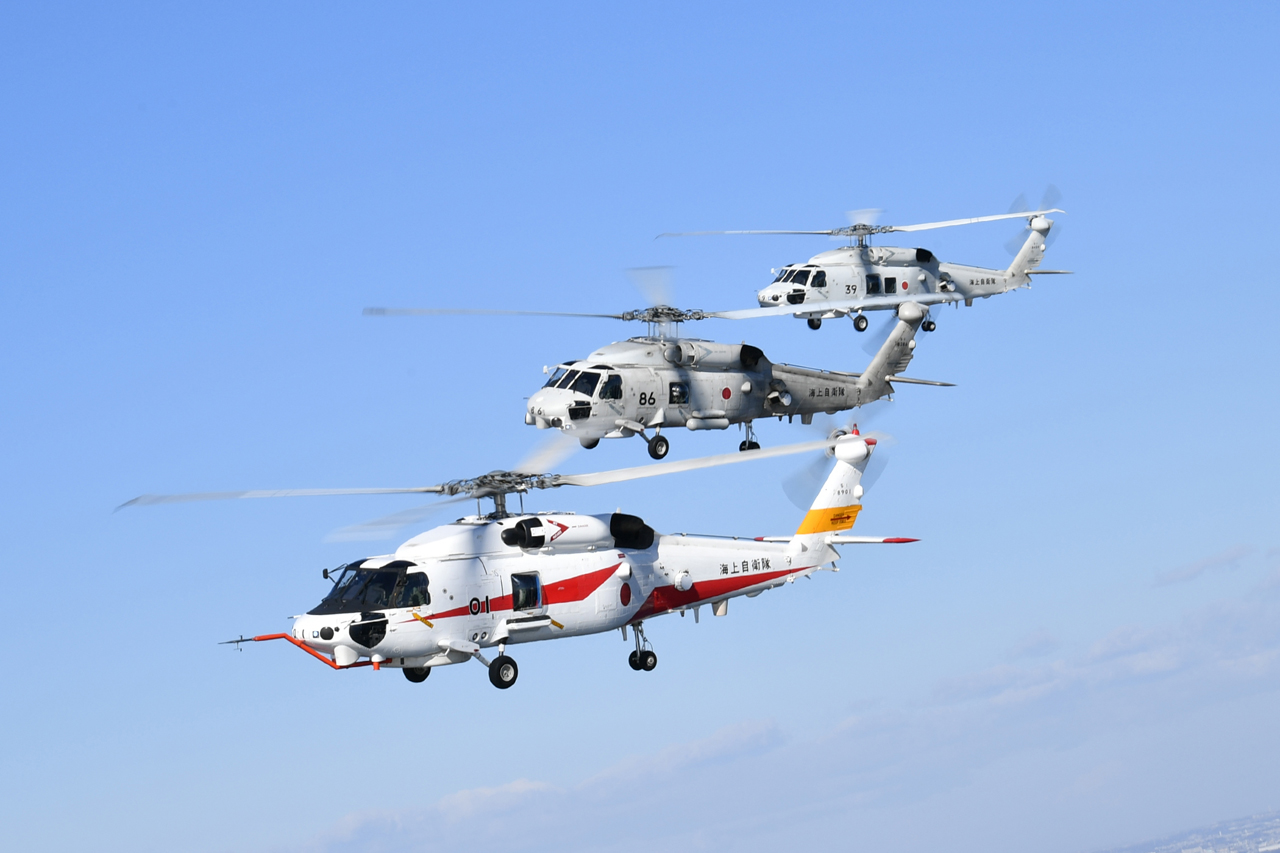
第51航空隊所属のUSH-60K、SH-60J、SH-60K

## 歴代運用機
- P2V-7
- S2F-1/S2F-U/S2F-C
- P-2J/UP-2J
- V-107
- HSS-2/2A
- S-61A
- PS-1
- HSS-2B
- P-3C
- U-36A
- MH-53E
- EP-3
- SH-60J
- UH-60J
- UP-3C/UP-3D
- SH-60K/USH-60K
- MCH-101
- XUS-2
- P-1/UP-1
- C-130R
- XSH-60L
- MQ-9B シーガーディアン